# Любахув
Любахув (пол. Lubachów, нім. Breitenhain) — село в Польщі, у гміні Свідниця Свідницького повіту Нижньосілезького воєводства.
Населення — 428 осіб (2011).
У 1975-1998 роках село належало до Валбжиського воєводства.

## Демографія
Демографічна структура станом на 31 березня 2011 року:
|          | Загалом | Допрацездатний вік | Працездатний вік | Постпрацездатний вік |
| -------- | ------- | ------------------ | ---------------- | -------------------- |
| Чоловіки | 208     | 41                 | 152              | 15                   |
| Жінки    | 220     | 48                 | 129              | 43                   |
| Разом    | 428     | 89                 | 281              | 58                   |